# Жизневський Михайло Михайлович
Миха́йло Миха́йлович Жизне́вський (біл. Міхаіл Міхайлавіч Жызьнеўскі; 26 січня 1988, Гомель, Білоруська РСР, СРСР — 22 січня 2014, Київ, Україна) — білоруський активіст Євромайдану та журналіст, кореспондент газети "Соборна Київщина", член Самооборони Майдану. Член організації УНА-УНСО, проживав у Донецьку, Кривому Розі. Останні роки свого життя прожив у Білій Церкві, Києві. Загинув під час протистоянь на вулиці Грушевського в Києві. Герой України (2017, посмертно). Перший іноземний герой України.

## Життєпис
Ріс у селищі Стяг Праці у Гомельському районі. Навчався в гомельській школі № 15 у військовому класі. Після десятого класу пішов до училища вчитися на газозварника. Виготовляв середньовічні лати в лицарському клубі, займався карате та ходив до православної церкви. Планував відслужити в армії, а потім піти в Жировицький монастир.
11 вересня 2005 в сімнадцятирічному віці переїхав в Україну через політичне переслідування білоруським КДБ. У Білорусі його оголосили в розшук, вважаючи, що він ховається від армії, в Україні його не знали під справжнім ім'ям, він представлявся Олексієм або Локі — на честь бога скандинавської міфології. Протягом тривалого часу не спілкувався з родиною в Білорусі, проте в останній рік життя відновив контакти з батьками, зустрівся з ними в Києві та планував приїхати додому навесні 2014. У 2012 році Михайло сам прийшов у відділення міліції в Україні, показав документи і повідомив, що він живий і шукати його не потрібно.
Захоплювався історією, міфологією, лицарським рухом, військовою справою, займався страйкболом. Був у душі бійцем, але не застосовував силу без потреби, мав загострене почуття справедливості. Його характеризували як «особистість сміливу і яскраву». Вважав, що в Україні йому легше жити та працювати, ніж у Білорусі.
В Україні жив спочатку в Донецьку та Кривому Розі, потім у Києві, в останні роки життя винаймав житло у Білій Церкві. Працював зварником, монтажником вікон. Був позаштатним кореспондентом газети «Соборна Київщина», любив журналістику. Був аполітичним, але співпрацював з націоналістичною організацією УНА-УНСО, оскільки та мала гарну страйкбольну команду, а Михайло займався страйкболом.
Улюбленою піснею Жизневського була «Пливе кача по Тисині».

### Участь у Євромайдані

Трафарет

У Євромайдані брав участь із перших днів на заклик організації УНА-УНСО. Входив до Самооборони Майдану, брав участь в охороні об'єктів Майдану, чергував у наметах, допомагав у роботі УНА-УНСО. Вважався одним з найактивніших членів організації на Євромайдані. Протягом останніх двох тижнів життя збирав інформацію для газети «Соборна Київщина», за програмою ротації повертаючись додому.
Загинув 22 січня 2014 року близько 9-ї години ранку від пострілу мисливською кулею в серце біля стадіону «Динамо» на Грушевського під час Євромайдану. Батько Михайла Жизневського висловив сумніви, що винні в убивстві будуть знайдені. Він припустив, що сина вбив снайпер, але вважає, що ні українська, ні білоруська влада не домагатимуться об'єктивного розслідування. У посольстві Білорусі загибель Жизневського не прокоментували.

## Розслідування обставин загибелі
2 грудня 2016 начальник департаменту спецрозслідувань ГПУ Сергій Горбатюк заявив, що Жизневський був вбитий кулею для примусової зупинки транспортних засобів, яка використовується лише в підрозділах МВС. Такою ж кулею того ж дня було смертельно поранено Сеника. Також на початку 2017 року Горбатюк заявив, що нові експертизи показали, що постріл був здійснений з відстані понад 20 метрів, що дозволило долучити до кола підозрюваних правоохоронців. Перша експертиза, проведена за часів Януковича, показувала, що постріли були здійснені з відстані до 3 метрів.

## Панахида, похорон
Панахида за загиблим відбулася у Михайлівському золотоверхому соборі в Києві 26 січня, в День народження Михайла, коли йому мало б виповнитися 26 років. На панахиду прийшло близько 10 тисяч людей, серед яких сестра та дівчина загиблого, а також опозиційні політики та громадські діячі. Собор не зміг умістити всіх охочих, тож люди заповнили всю площу перед ним. Після панахиди тіло Михайла пронесли під крики «Герой!» та «Живе Білорусь!» вулицями Володимирською, Богдана Хмельницького та Хрещатиком повз Майдан Незалежності до барикад на вулиці Грушевського.

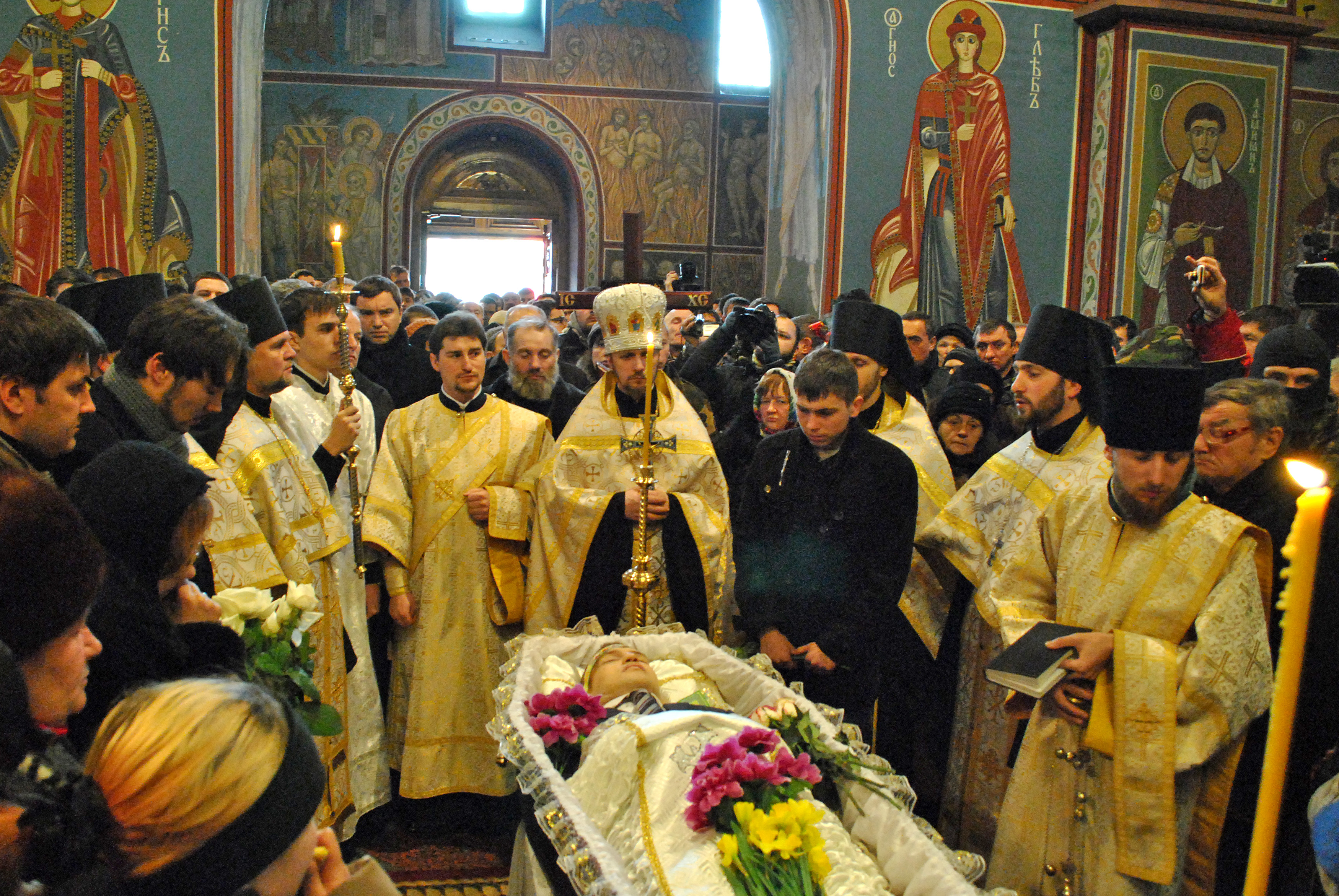
Панахида у Михайлівському золотоверхому соборі
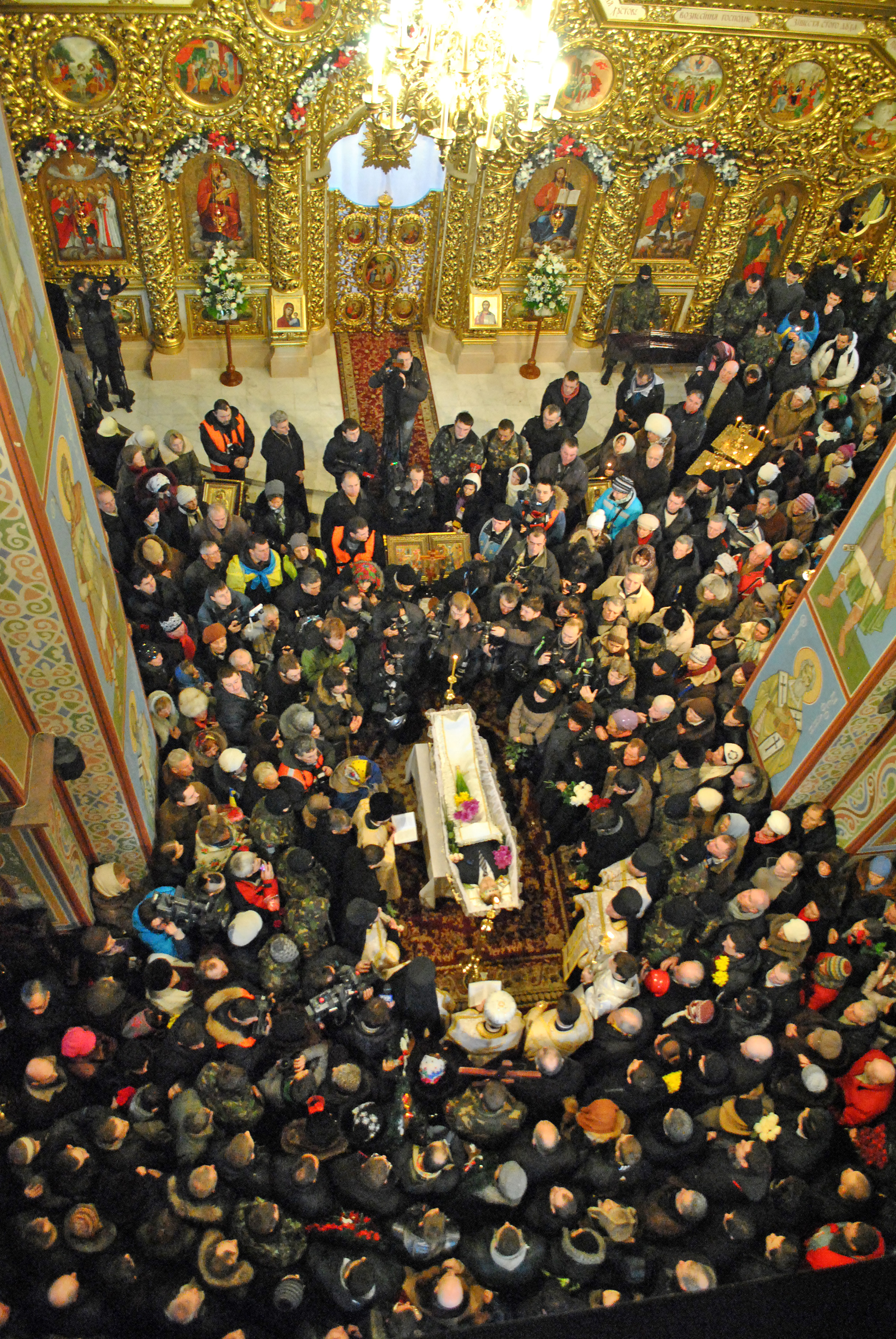
Панахида у Михайлівському золотоверхому соборі
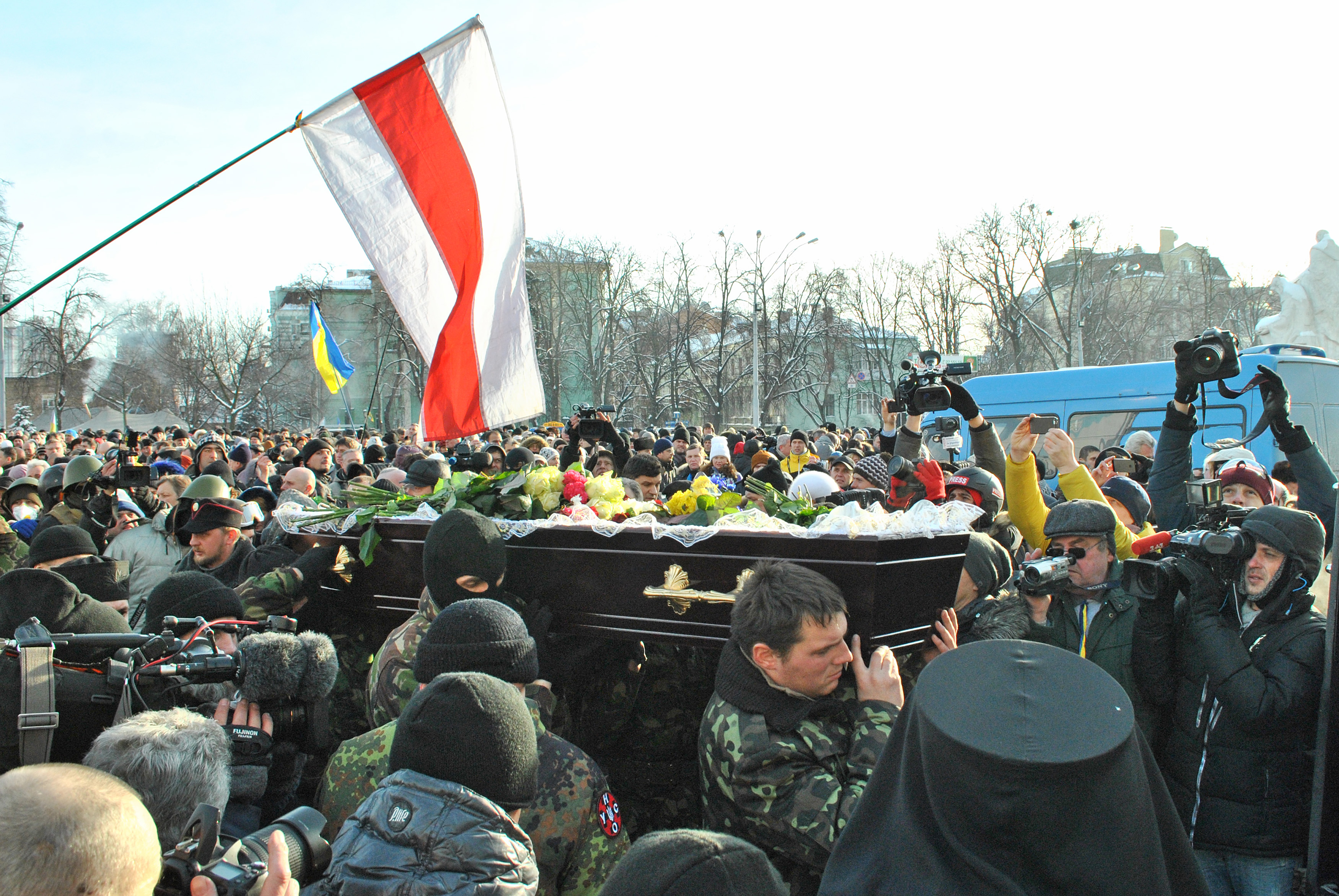
Траурна процесія вирушає від Михайлівського золотоверхого собору вулицями Києва до Майдану Незалежності
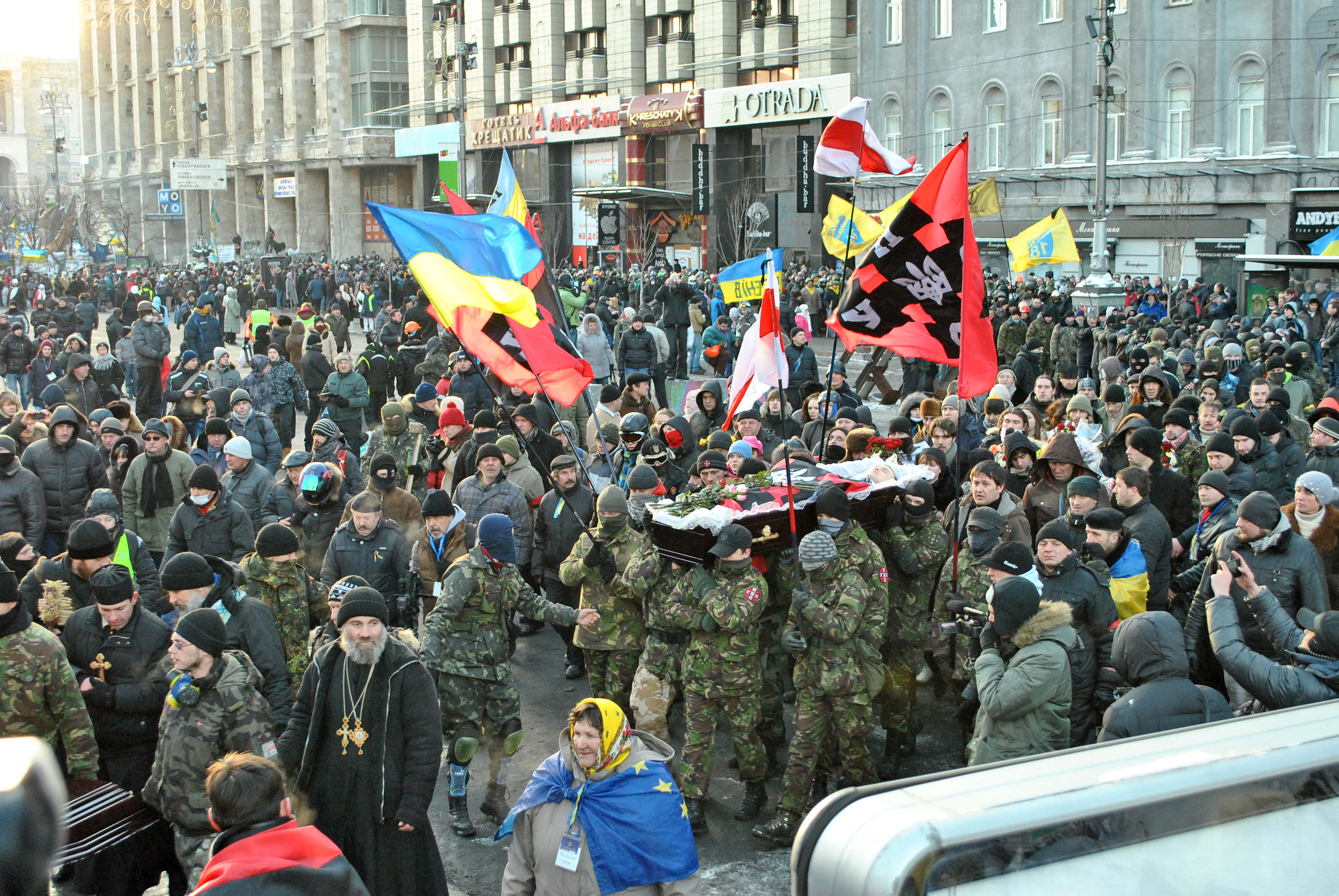
Траурна процесія на Хрещатику

Тіло загиблого поховали увечері 28 січня на цвинтарі біля селища Стяг Праці у Гомельському районі Білорусі. На похоронах були присутні близько 50 осіб — батько, мати і сестра Жизневського, представники громадських організацій та політичних партій, а також журналісти. Похоронне богослужіння відправив відомий священик Білоруської автокефальної православної церкви Леонід Акалович. Перед похованням тіло накрили прапором УНА-УНСО, а труну — історичним національним прапором Білорусі.

## Вшанування пам'яті
На сайті рівненської організації УНА-УНСО з'явилися слова співчуття:
| На передовій перші втрати УНСовців… сьогодні загинув один з найкращих воїнів УНА. Сьогодні до Валгалли відлетіла душа воїна українського народу – Михайла (Локкі). Спи з миром наш войовничий друже, Ти назавжди залишишся з нами і Твоє бойове гаряче серце надихатиме нас на подвиги.[19] |
Співчуття також висловили Провід УНА та Головний Штаб УНСО.
Учасники проекту «BABYLON'13» присвятили пам'яті Жизневського відео. Пам'яті Жизневського присвятили вірші відомі білоруські поети Михась Скобла та Едуард Акулін, вірш якого був перекладений українською:
| Па сэрца ў крыві Ўкраіна. Майдан ад гранат аглух… Калі забіваюць сына — тады ажывае Дух… Па сэрца ў крыві Ўкраіна. А Беркут ля самых воч… Калі забіваюць сына — тады надыходзіць ноч… Як маці сказаць аб страце? А Каін запомніць змог: калі забіваюць брата — тады памірае Бог… Калі забіваюць сына — не здацца сябе прымусь… Па сэрца ў крыві Ўкраіна. Па вочы ў слязах Беларусь… | По серце в крові Україна Майдан од гранат оглух… Коли убивають сина — Тоді оживає дух… По серце в крові Україна А Беркут близь самих віч… Коли убивають сина — Тоді наступає ніч… Як мамі сказати про втрату? А Каїн забути не зміг: Коли забивають брата — Тоді помирає Бог… Коли забивають сина — Не здатись себе примусь… По серце в крові Україна. По очі в сльозах Білорусь… |

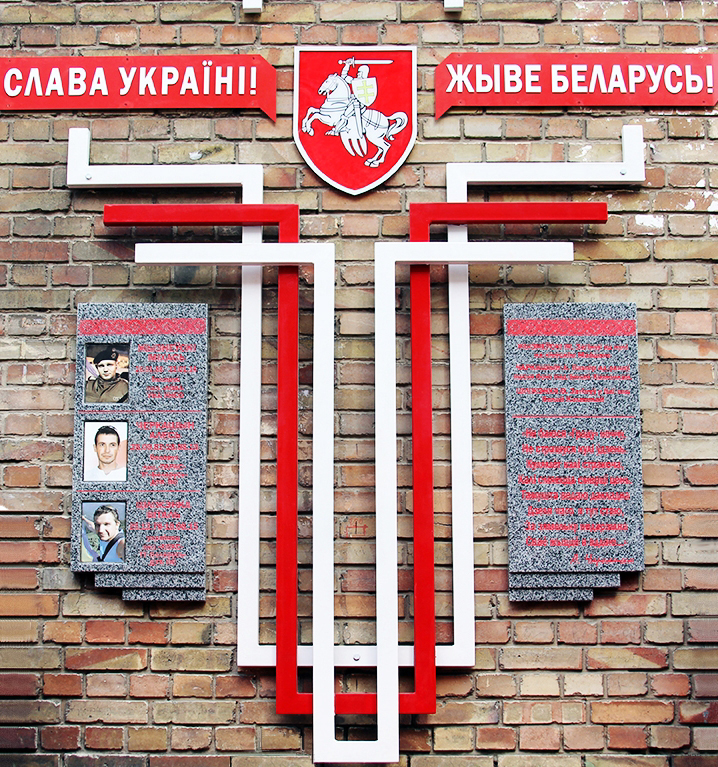
Пам'ятник білорусам, загиблим за Україну (Київ) з ім'ям Михайла Жизневського

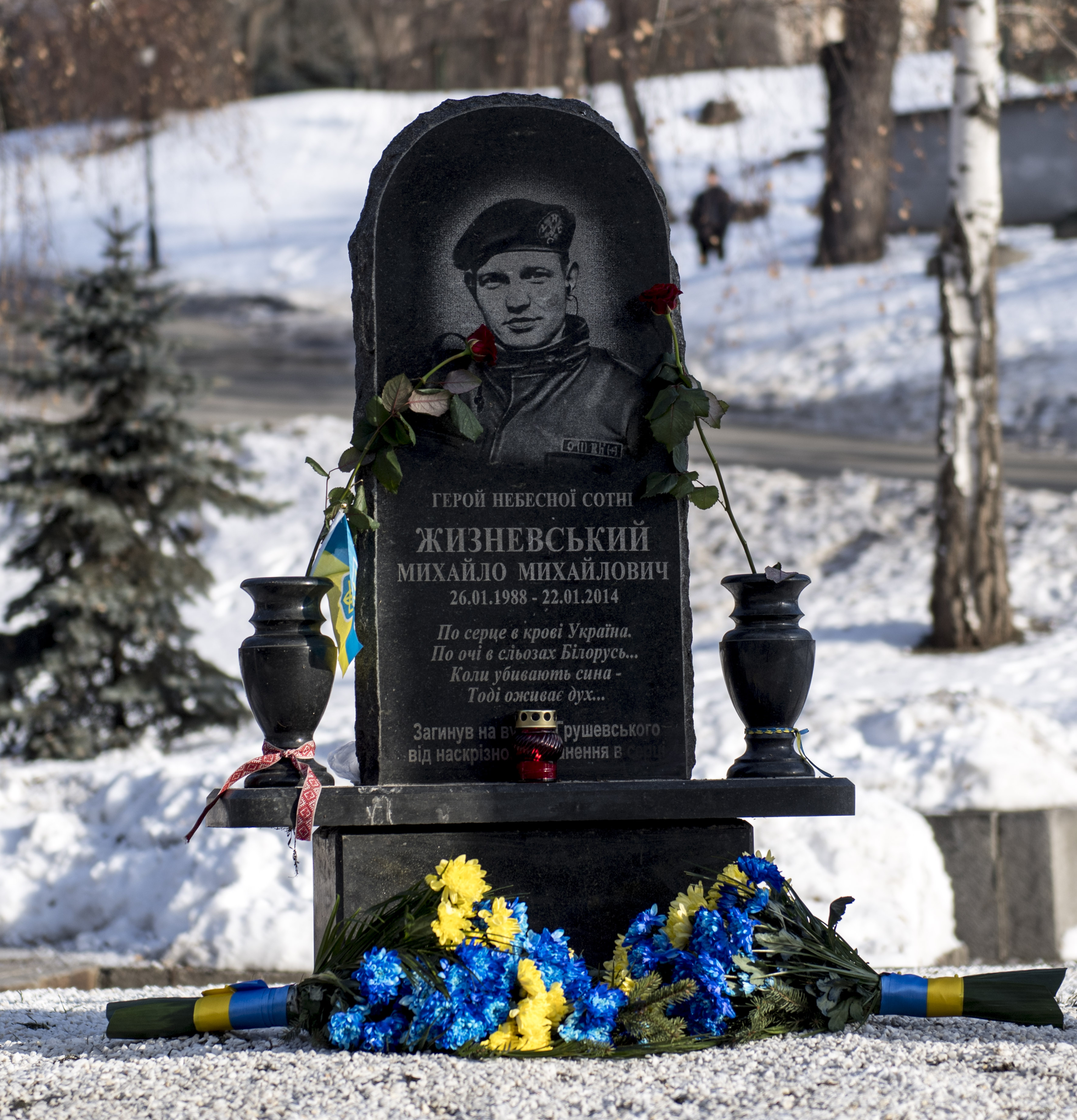
Меморіал Михайла Жизневського на вул. Грушевського у Києві

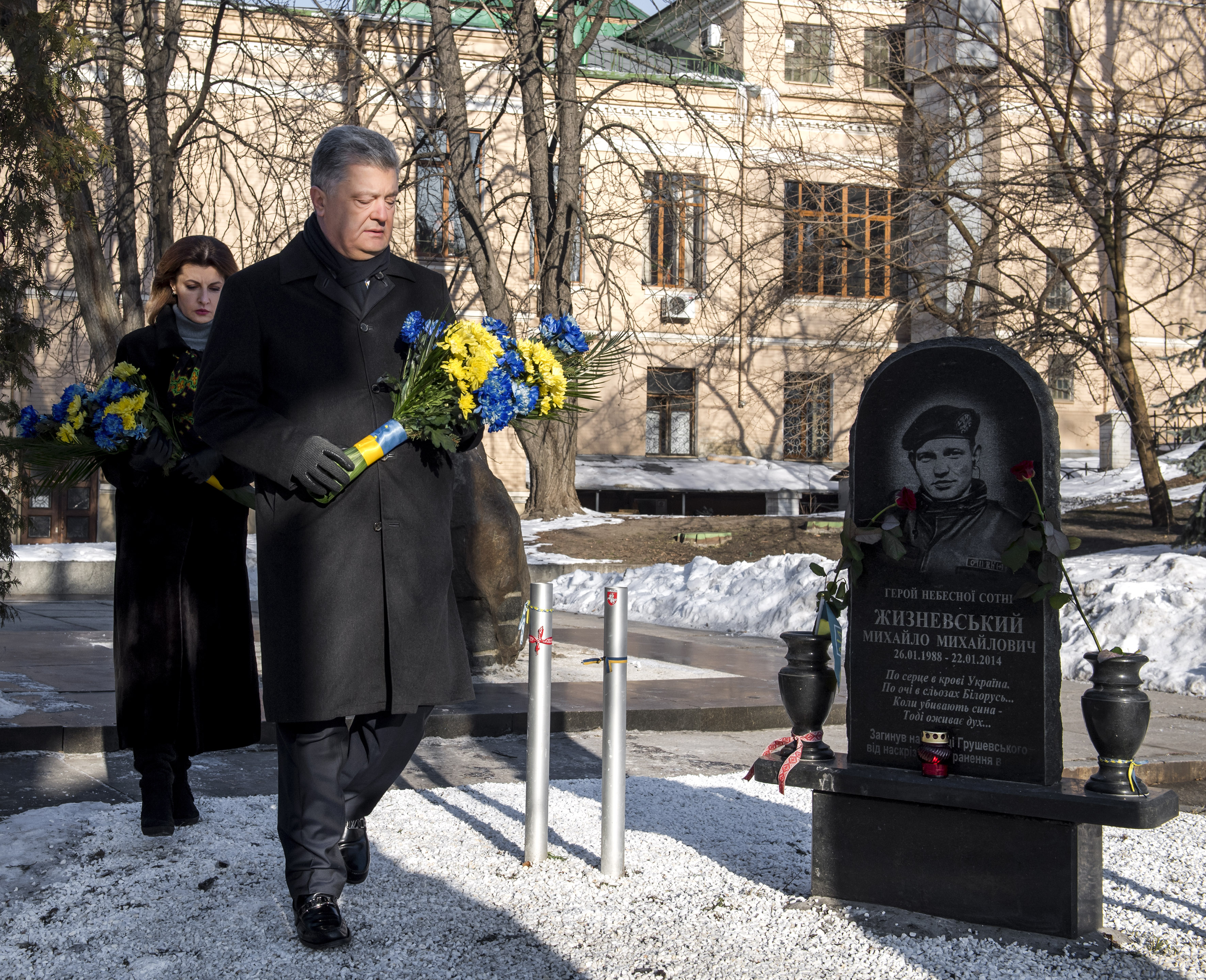
Президент України Петро Порошенко з дружиною кладуть квіти до меморіалу Михайла Жизневського 22 січня 2019

На честь Михайла Жизневського та інших загиблих на Грушевського названо площу Героїв Євромайдану в Тернополі.
26 листопада 2014 року на вулиці Грушевського в Києві відкрили меморіал Михайлові Жизневському. Батьки загиблого та активісти, які приїхали з Білорусі, поклали квіти до меморіалу та провели панахиду.
У липні 2015 року на місці поховання Героя Небесної сотні силами активістів і небайдужих людей було встановлено пам'ятник. Скульптор Олександр Шатерник розповів, що пам'ятник нагадує відкриту книгу — книгу життя Михайла. «Камінь „Аврора“, з якого зроблені половина пам'ятника і меморіальна плита, зароджувався глибоко під землею, серед вогненної лави і великого тиску формувалася сила. Саме колір, червоно-чорний вогонь, символізує не тільки Михайла як людину, але і сам Майдан. Боротьба вогню і диму народила свободу, за яку загинув Михайло. Михайло загинув фізично, але народився як герой, приклад для тих, хто любить свободу і бореться за неї», — сказав скульптор.
За результатами Міжнародного українсько-білоруського семінару, який проходив 1–2 липня 2015 року в Національній спілці письменників України, засновано літературну українсько-білоруську премію пам'яті Михайла Жизневського «Воїн Світла». Її присуджуватимуть щорічно «за книжку українського або білоруського автора, в якій діє благородний, сміливий герой, що бореться за справедливість, проповідуючи загальнолюдські цінності, і є взірцем для наслідування». Вручатимуть премію 26 січня.
21 листопада 2015 року Президентом України підписано Указ «Про стипендію пам'яті М. Жизневського», який передбачає виплату довічної стипендії батькам Михайла — Михайлу Петровичу та Ніні Василівні Жизневським.
Щороку 26 січня на день народження Михайла Жизневського вручається літературна премія «Воїн Світла». Премія вручається за найкращу прозову книжку року (оповідання, повісті, роман), видану білоруською та українською мовами, в якій зображено благородного, активного, сильного героя, що відстоює свободу, справедливість та загальнолюдські ідеали.
28 березня 2016 року в Києві відкрили пам'ятник білорусам, загиблим за Україну. Одне із трьох прізвищ, які містяться на пам'ятнику — прізвище Михайла Жизневського.
20 лютого 2017 року батьки Михайла Жизневського підписали за сина необхідні документи для отримання ним громадянства України (посмертно).
13 квітня 2017 року Верховною Радою України був прийнятий закон «Про внесення зміни до розділу V „Прикінцеві положення“ Закону України „Про державні нагороди України“ щодо присвоєння звання Герой України», який дав змогу присвоювати звання Герой України іноземцям-лицарям ордену Героїв Небесної Сотні. 13 червня 2017 року Михайло був удостоєний звання Герой України.

### Топоніми
20 травня 2016 року в місті Овруч вулицю Германа Титова перейменовано в вулицю імені Михайла Жизневського.
16 червня 2022 року у місті Звягель перейменували вулицю Мінську на вулицю Михайла Жизневського.
28 липня 2022 року у місті Біла Церква вулицю другу Робітничу перейменували на вулицю Михайла Жизневського.
27 жовтня 2022 року у місті Чернівці вулицю Мінську перейменували на вулицю Михайла Жизневського.

## Нагороди
- Звання Герой України з удостоєнням ордена «Золота Зірка» (13 червня 2017, посмертно) — за особисту мужність та героїчне відстоювання засад демократії, прав і свобод людини, самовіддане служіння Українському народу, виявлені під час Революції Гідності[1].
- Орден Героїв Небесної Сотні (27 листопада 2014, посмертно) — за громадянську мужність, патріотизм, відстоювання конституційних засад демократії, прав і свобод людини, виявлені під час Революції гідності (посмертно)[34]
- Медаль «За жертовність і любов до України» (УПЦ КП, червень 2015, посмертно)[35]